# Flareup
Flareup (conocida en español como Llamarada en España y Sed de crimen en México) es una película de suspenso estadounidense de 1969 dirigida por James Neilson y escrita por Mark Rodgers. Protagonizada por Raquel Welch, James Stacy, Luke Askew, Ron Rifkin y Jean Byron, fue estrenada el 10 de noviembre de 1969 por Metro-Goldwyn-Mayer.

## Argumento
Michele es una bailarina gogó de Las Vegas cuya interferencia en el tambaleante matrimonio de su mejor amiga es considerada por el exmarido de la mujer como la causa del reciente divorcio de la pareja. Obsesionado, le dispara a su exesposa en público pero logra escapar; Michele teme que él la persiga a continuación. Recibe ayuda de la policía, pero teme por su seguridad cuando el maníaco elude continuamente su captura. Conduciendo de Las Vegas a Los Ángeles, Michele encuentra trabajo en un club llamado The Losers, donde el ayuda de cámara la recoge. Ella no le dice que la persigue un lunático, pero él sabe que algo anda mal. Allí llega a conocer a Joe, con quien inicia una relación. Mientras tanto, el asesino acaba de dispararle a un anciano y robarle su auto, y se dirige a Los Ángeles para encontrar a Michele. Como no confía en la policía, Michele huye al apartamento de Joe. Para su horror, Alan ya la está esperando allí para asesinarla a ella y a su nuevo novio. Sin embargo, en el último segundo, Michèle logra echar gasolina sobre Alan y encenderlo vivo, matándolo. Lo único que se interpone en el camino de un final feliz para Michele y Joe es la pasión de Michele por viajar.

## Reparto
- Raquel Welch como Michele.
- James Stacy como Joe Brodnek.
- Luke Askew como Alan Moris.
- Don Chastain como Teniente Manion.
- Ron Rifkin como Marinero.
- Jean Byron como Jerri Benton.
- Pat Delaney como Iris.
- Sandra Giles como Nikki.
- Kay Peters como Lee.
- Joe Billings como Lloyd Seibert.
- Carol-Jean Thompson como Jackie.
- Mary Wilcox como Tora.
- Carl Byrd como Sargento Newcomb.
- Steve Conte como Teniente Franklin.
- Tom Fadden como Sr. Willows.
- Michael Rougas como el Dr. Connors.
- David Moses como Técnico.
- Will J. White como Sargento Stafford.
- Douglas Rowe como empleado de gasolinera.
- Gordon Jump como guardia de seguridad.
- Ike Williams como policía.

## Producción
La película se basó en un guion original. Fue la primera película de GMF Pictures Corporation, una compañía Getty dirigida por Ronald, el hijo de J. Paul Getty.
El rodaje comenzó en marzo de 1969, y finalizó en junio.
En la película, Welch baila la exitosa canción «Suzie Q» de Creedence Clearwater Revival.

## Recepción
El Lexikon des internationales Films («Léxico de películas internacionales») describe la película simplemente como un «pequeño thriller de Hollywood creíble y medianamente emocionante». The Evangelische Film-Beobachter («Observadores de películas evangélicas») llega a una conclusión similar: «Raquel Welch es un punto brillante ocasional en esta película lenta y plagada de clichés».